# Вестоне
Весто̀не (на италиански: Vestone, на източноломбардски: Vistù, Висту) е малко градче и община в Северна Италия, провинция Бреша, регион Ломбардия. Разположено е на 318 m надморска височина. Населението на общината е 4468 души (към 2013 г.).